# Myrto Joannidis
Myrto Joannidis (* 22. August 1975) ist eine Schweizer Sängerin und Moderatorin. Sie wurde als Sängerin der inzwischen aufgelösten Band Subzonic bekannt und startete 2004 eine Solo-Karriere. Myrto hat griechische Wurzeln.
Ihr erstes Album Myrto erschien 2004 und erreichte Platz 29 der Schweizer Charts. Am 17. August 2006 erschien ihr zweites Album mit dem Titel „Die mit O“, es erreichte Platz 58 der Schweizer Charts. Von 2005 bis 2020 war sie als Layouterin beim Schweizer Sender Radio 24 tätig. 
2009/10 spielte sie in der Neuaufführung der Kleinen Niederdorfoper das leichte Mädchen Bianca. 

## Diskografie
Album
- Myrto (2004)
- Die mit O (2006)

Singles
- F-R-E-I (2004)